# Racki Hrvati
Hrvati Raci, racki Hrvati ili Raci su etnička grupa Hrvata u Mađarskoj čija su središta dva sela, Baćin i Dušnok, južno od Kalače i Erčin, južno od Budimpešte na desnoj obali Dunava.
Etnik Rac su dijelu Hrvata u Mađarskoj nametnule državne i crkvene vlasti. Uglavnom se radilo o šokačkim Hrvatima koji potječu iz okolice Vinkovaca čiji je govor slavonski dijalekt štokavskoga narječja. Vremenom su svi današnji nositelji tog imena prihvatili ime Raci, iako su pripadali različitim hrvatskim etničkim grupama, Bunjevcima i Šokcima. Najmalobrojnija su skupina Hrvata u Mađarskoj, a govor im sadrži najviše arhaizama.
Na isto podrijetlo je u svojim pjesmama zazivao i hrvatski pjesnik iz Mađarske Mišo Jelić u pjesmi Svi na Prelo:

"Šokci, Raci i Bunjevci, sa nebesa glas se čuje, hrvatskog ste roda sinci, to vam Gospa poručuje."
Matija Evetović je izvodio ime Rac i racki od riječi "Hrvat" i "hrvatski", davajući ovaj razvoj naziva: hrvatski-> 'rvacki -> racki.
Racki Hrvati su nazočni u Tukulji, Andzabegu, Erčinu, Kalači i okolici, Baćinu, Dušnoku itd.
Hrvati iz Tukulje tvrde za se da su izvorno sebe nazivali Bunjevcima, a dok Hrvati iz Andzabega i Erčina za sebe tvrde da su se izvorno nazivali Šokcima. Hrvati iz potonja dva mjesta govore novoštokavskim ikavskim dijalektom hrvatskog jezika. Tukuljski Hrvati pokazuju miješane osobine u svom govoru: izmiješan im je novoštokavski ikavski i novoštokavski (i)jekavski dijalekt.
Biskup Ivan Antunović je primijetio da su se "Bunjevci i Šokci prije nazivali i brojnima drugim imenima (Dalmatinci, Iliri, Raci) i smatra da se ni jednoga od tih imena, pa ni imena Rac, ne bi trebalo stidjeti", dodavši da se isti sve više vole nazivati Hrvatima.

## Manifestacije i svetkovine
- Veliko racko prelo
- Racki Duhovi, Racke Pinkusde